# Pampangan Nan Xx
Pampangan Nan Xx is een bestuurslaag in het regentschap Padang van de provincie West-Sumatra, Indonesië. Pampangan Nan Xx telt 10.630 inwoners (volkstelling 2010).